# Кэри, Билл
Уи́льям Р. «Билл» Кэ́ри (англ. William R. "Bill" Carey; род. 19 марта 1954) — канадский кёрлингист и тренер по кёрлингу.
В составе мужской сборной Канады участник и бронзовый призёр чемпионата мира 1979. Чемпион Канады среди мужчин (1979).
Играл на позиции третьего.
После завершения карьеры игрока занялся тренерской работой, в основном работал с мужской сборной Дании.

## Достижения
- Чемпионат мира по кёрлингу среди мужчин: бронза (1979).
- Чемпионат Канады по кёрлингу среди мужчин: золото (1979).

## Команды
| Сезон                                          | Четвёртый  | Третий    | Второй        | Первый           | Турниры              |
| ---------------------------------------------- | ---------- | --------- | ------------- | ---------------- | -------------------- |
| 1978—79                                        | Барри Фрай | Билл Кэри | Гордон Спаркс | Брайан Вуд       | ЧК 1979 · ЧМ 1979    |
| Кёрлинг среди смешанных команд (mixed curling) |            |           |               |                  |                      |
| 1982—83                                        | Билл Кэри  | Крис Мор  | Дэн Кэри      | Marlene Cleutinx | ЧКСК 1983 (?? место) |

(скипы выделены полужирным шрифтом)

## Результаты как тренера национальных сборных
| Год  | Турнир                                       | Сборная         | Место |
| ---- | -------------------------------------------- | --------------- | ----- |
| 1997 | Чемпионат Европы по кёрлингу 1997            | Дания (мужчины) | 2     |
| 1999 | Чемпионат мира по кёрлингу среди мужчин 1999 | Дания (мужчины) | 6     |
| 1999 | Чемпионат Европы по кёрлингу 1999            | Дания (мужчины) | 2     |
| 2000 | Чемпионат мира по кёрлингу среди мужчин 2000 | Дания (мужчины) | 5     |
| 2000 | Чемпионат Европы по кёрлингу 2000            | Дания (мужчины) | 2     |
| 2001 | Чемпионат Европы по кёрлингу 2001            | Дания (мужчины) | 6     |
| 2003 | Чемпионат мира по кёрлингу среди мужчин 2003 | Дания (мужчины) | 6     |

## Частная жизнь
Билл Кэри — представитель известной семьи канадских кёрлингистов: его брат Дэн Кэри — кёрлингист и тренер, чемпион Канады среди мужчин (1992), Билл и Дэн вместе играли в смешанной команде на чемпионате Канады 1983 года; племянница Билла, дочь Дэна — Челси Кэри, неоднократная чемпионка Канады среди женщин.